# Amparo Rubín
María Amparo Rubín Tagle (Puebla, 24 de marzo de 1955-Ciudad de México, 6 de enero de 2024) fue una cantante, compositora, productora musical y profesora de música mexicana.

## Biografía

### Primeros años y educación
Hija de Ofelia Tagle y José Rubín. A los 11 años de edad compuso su primera canción, En la arena, que fue grabada por la cantante Lupita D'Alessio.
En Puebla cursó los primeros semestres de la carrera de Comunicación. Después estudió Letras Españolas durante tres años y tomó varios talleres de Literatura y Filosofía, además de clases de guitarra.

### Vida profesional
Se trasladó a la Ciudad de México para iniciar formalmente su carrera, la cual alcanzó el éxito con las canciones Peligro ―interpretada por Olga Maria, Flans en 1991 en el álbum Adiós y en el 2005 por Yuridia (1986-)―, y Herida de muerte ―que se conoció en la voz de la cantante estadounidense Manoella Torres (1954-)―. Se instaló en  España durante cinco años, a lo largo de los cuales realizó presentaciones y recitales en centros nocturnos en varias ciudades españolas. También fue invitada a diversos programas de televisión.
Amparo Rubín se desempeñó como compositora, cantante, representante artística y coordinadora de talleres de composición musical. Creó un método para que en las telenovelas cada personaje tuviera un leit motiv; la primera telenovela en la que aplicó esta técnica fue Vivir un poco.
La canción que ha gozado de mayor popularidad es Corro, vuelo, me acelero, interpretada por el grupo Timbiriche. También han sido exitosas Compás de espera (1.º premio en el OTI 1983), Víctima o ladrón y Ni antes ni después en voz de María Medina, que obtuvieron primero, segundo y tercer lugar, respectivamente, en distintos Festivales de la OTI.
Asimismo creó canciones en coautoría con grandes compositores:
con Memo Méndez Guiú: Amanda (interpretada por Timbiriche),
con Luis Mircoli: Estamos a mano (interpretada por Dulce [1955-] y Carlos Lara), y Llama aunque sea por cobrar (interpretada por Olga María).
En el Festival Internacional de la Canción de Viña del Mar, obtuvo el 3.º premio con el tema A quién voy a culpar (interpretado por Arianna).
En el Festival Internacional de la Canción de Puerto Rico ganó el 2.º premio con Puedo hablar de soledad, y el 3.º premio con Pánico.
En el Festival Internacional de la Canción de Trujillo (Perú) ganó el 1.º premio con Coplas a mi vida, y Vendedor de esperanza y Tus dedos en mi piel se llevaron otros premios.
En el Festival Internacional de Alcobendas (España), ganó el 1.º premio con En la arena.
Recibió tres Premios Ariel ―el máximo reconocimiento que otorga la Academia de Ciencias y Artes Cinematográficas de México―, por la banda sonora de las películas Goitia, un dios para sí mismo, Playa Azul y Kino.
Por su actividad como productora musical,  recibió diplomas y preseas, tanto en México como en Los Ángeles (California).
En 2002 estuvo como crítica invitada en el programa de televisión de TV Azteca, La Academia; donde dio críticas a alumnos de la Primera Generación como María Inés, Yahir, Toñita y Myriam.

### Fallecimiento
Amparo Rubín murió el 6 de enero de 2024 a los 68 años, por complicaciones originadas por la enfermedad de Alzheimer en la Ciudad de México.[cita requerida]

## Telenovelas
- 1985: Esperándote (Televisa).
- 1985: Vivir un poco (Televisa).
- 1986: Marionetas (Televisa).
- 1989: Luz y sombra (Televisa).
- 1990: Días sin luna (Televisa).
- 1992: El abuelo y yo (Televisa).
- 1995: Bajo un mismo rostro (Televisa).
- 1996: Cañaveral de pasiones (Televisa).
- 1997 El secreto de Alejandra (Televisa).
- 1998: Camila (Televisa).